# La Signora Matilde. Gossip dal Medioevo
La Signora Matilde. Gossip dal Medioevo è un film del 2017 diretto da Marco Melluso e Diego Schiavo.
La vicenda ruota attorno ad un'esperta di marchi e griffes, interpretata da Syusy Blady, che racconta la storia di Matilde di Canossa come se fosse un'influencer dell'anno Mille.

## Riconoscimenti
- Premio Riccardo Francovich per la divulgazione del Medioevo (2019)
  - Premio Alfredo Castiglioni al Varese Archeofilm (2019)